# かんぽ生命保険募集代理店
かんぽ生命保険募集代理店（かんぽせいめいほけんだいりぎょうしゃ）とは、かんぽ生命保険を所属保険会社とした生命保険募集人のこと。

## 概要
郵政民営化に伴い、郵政事業は分割されたが、窓口は一体として運営することとしていたため、郵便局株式会社と旧簡易郵便局の受託者がかんぽ生命保険の代理店として営業することとなった。